# Nils Fredric von Schoultz
Nils Fredric von Schoultz, född 21 juni 1767, död 15 januari 1816, var en finlandssvensk ämbetsman.
von Schoultz var assessor, ledamot av Rikets allmänna ärendens beredning, lagman och vice landshövding i Vasa och Uleåborgs län. Han invaldes som ledamot nr 48 av Kungliga Musikaliska Akademien den 16 november 1799, sedermera ledamot av "andra klassen" 1814. Nils Fredric von Schoultz var far till Johanna von Schoultz, Nils Gustaf von Schoultz och Eduard von Schoultz.